# ჯ
ჯ（グルジア語: ჯანი、/dʒanɪ/）は、現行のグルジア文字の32番目の文字（正書法改正前は36番目）である。

## 使用
ジョージア語では有声後部歯茎破擦音[dʒ]を表す。記数法では数値8000を表す。
ジョージア国内のラズ語でも使用されている。トルコ国内で使用されているラズ語ラテン・アルファベットの「C」に対応する。アブハズ語（1937年から1954年まで）およびオセット語（1938年から1954年まで）のグルジア文字表記法でも使用されていたが、現在はキリル文字が主に使われ、アブハズ語で「Џь」と、オセット語で「Дж」と記される。
ジョージア語のラテン文字化では「J̌」または「J」と記す。グルジア語の点字では記号⠪（U + 282A）となる。

## 字形
環境によりムヘドルリ字形の差が大きい文字の1つである。
| アソムタヴルリ | ヌスフリ | ムヘドルリ | ムタヴルリ | ムヘドルリの別バージョン |
| -------------- | -------- | ---------- | ---------- | ------------------------ |
|                |          |            |            |                          |

## 符号位置
| 文字 | Unicode | JIS X 0213 | 文字参照          | 備考           |
| ---- | ------- | ---------- | ----------------- | -------------- |
| Ⴟ    | U+10BF  | -          | &#x10BF; &#4287;  | アソムタヴルリ |
| ⴟ    | U+2D1F  | -          | &#x2D1F; &#11551; | ヌスフリ       |
| Ჯ    | U+1CAF  | -          | &#x1CAF; &#7343;  | ムタヴルリ     |
| ჯ    | U+10EF  | -          | &#x10EF; &#4335;  | ムヘドルリ     |